# Lisa Hannigan
Lisa Hannigan (Kilcloon, Meath, 12 de febrero de 1981) es una cantante y compositora irlandesa. Luego de hacerse conocida internacionalmente en el mundo del folk y el indie como vocalista de Damien Rice, continuó con una carrera solista.

## Biografía
Lisa Hannigan realizó sus estudios secundarios en el The King's Hospital, en Palmerstown, Dublín. En esta misma ciudad comenzó estudios de historia del arte en el Trinity College, los cuales abandonó para dedicarse por entero a su carrera musical.

## Carrera musical

### Con Damien Rice
Hannigan comenzó a cantar como vocalista de Damien Rice a principios de 2001, en un concierto en el Temple Bar Music Centre en Dublín. Apareció en el álbum debut del artista, O, cantando en la mayoría de los temas. Solía acompañar a Rice en sus conciertos en vivo como vocalista, y ocasionalmente en guitarra eléctrica y bajo; incluso en el concierto del Festival de Glastonbury de 2003 tocó la batería en una canción. Más tarde, Hannigan contribuyó con el álbum de Damien Rice 9, donde cantó en el primer sencillo del álbum, «9 Crimes».
El 26 de marzo de 2007, Damien Rice anunció que su relación profesional con Lisa Hannigan había terminado, diciendo que la relación «ha llegado a su fin creativo».

### Trabajo en solitario
En septiembre de 2008, Hannigan publicó su primer LP en solitario, Sea Sew, con el sello independiente ATO. Este disco fue nominado como mejor álbum del año de los Premios Mercury, consiguiendo el disco de platino en Irlanda.
En septiembre de 2011, Hannigan lanzó su segundo disco de estudio, titulado Passenger, acompañada por varios músicos reconocidos[¿cuál?].

### Otros proyectos
Existen en la red grabaciones en vivo de sus trabajos propios tocados en giras y programas de radio. Se trata de versiones de canciones tradicionales de su país, y algunos otros más contemporáneos: «Willy» de Joni Mitchell, «Be My Husband» de Nina Simone, «Mercedes Benz» de Janis Joplin y «Love Hurts» de Roy Orbison. También ha participado en conciertos con su propia banda, The Daisy Okell Quartet, pero no se conocen grabaciones que hayan sido puestas a disposición para el público.[actualizar] Hannigan también participó como solista en el Festival Electric Picnic en 2006, en el Condado de Laois, Irlanda.[cita requerida]
Ha contribuido como vocalista en grabaciones de varios otros artistas, incluyendo The Frames, Mic Christopher y Herbie Hancock. Participó también en el tema «Don't Explain», junto a Damien Rice, en el álbum de Hancock Possibilities.
En septiembre de 2003, Hannigan apareció en un nuevo trabajo con Jessamyn Fiore llamado «The Mysterious World of Birds», presentado en Galway y Dublín. En 2006, junto con Vyvienne Long, Shane Fitzsimmons y Tom Osander (otros miembros de Damien Rice) participó en la canción «Banríon mo Chroí» (en español, «Reina de mi corazón») del álbum de lengua irlandesa Ceol 06. Esta canción es una versión de «Queen of Hearts» de Mic Christopher y Mary Janes.
En enero de 2017, Hannigan participó haciendo la voz de Diamante Azul en la serie Steven Universe.